# Isomira murina
Isomira murina es una especie de escarabajo del género Isomira, familia Tenebrionidae, orden Coleoptera. Fue descrita científicamente por Linnaeus en 1758.
La especie se mantiene activa durante todos los meses del año.

## Descripción
Mide 5-15 milímetros de longitud.

## Distribución
Se distribuye por casi toda Europa.